# Petrikor
Petrikor je naziv za miris koji se oseća kada pada kiša. Reč je nastala od Grčke reči petra (πέτρα), „kamen”, and ichor (ἰχώρ), tečnost koja je tekla venama grčkih Bogova, umesto krvi.

## Poreklo
Ovaj fenomen su prvi put opisali australijski istraživači Izabela Ber i Dik Tomas, u svom članku koji je objavljen u časopisu Nature. Tomas je osmislio kovanicu „petrikor” tako da se odnosi na fenomen za koji se ranije koristio termin „glinoviti miris”.

## Literatura
- Bear, I.J. & Thomas, R.G., "Genesis of Petrichor", Geochimica et Cosmochimica Acta, Vol.30, No.9, (September 1966), pp.869-879.

## Spoljašnje veze
- Petrichor — at "A Word a Day"
- From the Oxford English Dictionary
- Hansen, Joe (18. 8. 2014), Where does the smell of rain come from? (3-min YouTube video), It's Okay To Be Smart, PBS Digital Studios, Приступљено 4. 1. 2018
- Adams, Cecil (18. 11. 2011), „What’s that smell right before it rains?”, The Straight Dope, Sun-Times Media Group, Приступљено 4. 1. 2018
- Petrichor, U. K. Met office.
- Petrichor - Why Is the Smell After it Rains So Appealing? The Petrichor phenomenon